# パラレル・ワールド (Hilcrhymeの曲)
「パラレル・ワールド」は、日本のヒップホップユニット・Hilcrhymeの通算19枚目のシングル。2016年6月29日にユニバーサルJから発売された。